# オリンピック・マスコットの一覧
オリンピック・マスコットは、開催地に固有の動物や人の姿をし、開催地の文化的な遺産を表現するキャラクターである。オリンピックを若い人、特に幼児や子供に売り込む手助けとなるものである。1968年のグルノーブルオリンピック以降はほぼ全てのオリンピックでマスコットが存在している。オリンピックのマスコットが本格的に注目され始めた最初の事例は、1980年のモスクワオリンピックのミーシャである。2010年のバンクーバーオリンピックより、オリンピックとパラリンピックのマスコットが同時に発表されるようになった。

## 歴史
最初のオリンピックのマスコットは1968年のグルノーブルオリンピックで誕生した。「シュス (Schuss)」という名前の、フランス国旗の色、青・赤・白で塗られ抽象的な形をしたスキーをする小さな男であった。公式のオリンピックのマスコットは、1972年のミュンヘンオリンピックで初登場した。それはヴァルディ(Waldi)という名前のバイエルン州で人気の品種であるダックスフントで、アスリートが必要な特性である抵抗力・不屈さ・敏捷性を表している。その体にはオリンピックの旗の3色（青・黄・緑）が見られる。
これらの成功により、マスコットはオリンピックの象徴となり、名物へと発展していった。マスコットは非常に人気があり、伝えるメッセージの重要性に反して、オリンピックの「祭の」雰囲気に適した明るくハッピーな色でシンプルにデザインされている。
2004年のアテネオリンピックのマスコットは、フィボスとアティナの2体の人形である。これは、アテネ国立考古学博物館に展示されている釣鐘型のアルカイック期の彫刻に触発されて作られたものである。古代において、これらの人形、所謂ダイダラは、礼拝に関するものでもあり玩具でもあった。フィボスとアティナは兄弟姉妹であり、遊びの楽しさとオリンピックの価値を象徴している。兄弟姉妹を選んだのは、平等と兄弟愛の価値を高めるという意図をもってであった。

## 一覧
| 開催年 | 都市                              | マスコット                                                     | 特徴                                                     | デザイナー                                                                                   | 詳細 | 写真 |
| ------ | --------------------------------- | -------------------------------------------------------------- | -------------------------------------------------------- | -------------------------------------------------------------------------------------------- | --- | ---- |
| 1932夏 | ロサンゼルス                      | スモーキー                                                     | スコティッシュ・テリア。                                 |                                                                                              | 公式マスコット。大会開催前に選手村にて生まれた。 |      |
| 1968冬 | グルノーブル                      | シュス(公式名なし)                                             | 様式化したスキーヤー。                                   | アリーヌ・ラファルグ                                                                         | 大会非公式。名前の由来はフランス語でゲレンデでの直滑降を意味する「シュス（Schuss）」。 |      |
| 1968夏 | メキシコシティ                    | レッドジャガー(公式名なし)                                     | 赤いジャガー。                                           | 不明                                                                                         | 大会非公式。 |      |
| 1972夏 | ミュンヘン                        | ヴァルディ                                                     | ダックスフント。                                         | オトル・アイヒャー                                                                           | バイエルン州で人気の品種で、アスリートが必要な特性である抵抗力・不屈さ・敏捷性を表している。 |      |
| 1976冬 | インスブルック                    | シュニーマン                                                   | 雪だるま。                                               | ヴァルター・ペッチェ                                                                         | 純真なオリンピックを表している。 |      |
| 1976夏 | モントリオール                    | アミック                                                       | ビーバー。                                               | イヴォン・ラロシュ、ピエール＝イヴ・ペルティエ、ガイ・セント・アーノルド、ジョージ・ヒュール | カナダの象徴の1つ。 |      |
| 1980冬 | レークプラシッド                  | ロニ                                                           | アライグマ。                                             | ドナルド・モス                                                                               | ロニの顔のデザインは選手が使う帽子やゴーグルに似ている。アディロンダック山地にちなんで名づけられた。 |      |
| 1980夏 | モスクワ                          | ミーシャ                                                       | 小熊。                                                   | ヴィクトル・チジコフ                                                                         | 熊は、ソ連の国の象徴であった。 |      |
| 1984冬 | サラエヴォ                        | ブッコ                                                         | 小さいオオカミ。                                         | ジョゼ・トロベック                                                                           | 人間の動物と友達になりたい欲望を象徴している。IOCによると、オオカミがいる地域の人が一般的に抱くオオカミは恐ろしく血に飢えているという認識を変えるのに一役買ったらしい。 |      |
| 1984夏 | ロサンゼルス                      | サム                                                           | ハクトウワシ。                                           | ロバート・ムーア (ウォルト・ディズニー・カンパニー)                                          | アメリカ合衆国の象徴。 |      |
| 1988冬 | カルガリー                        | ハイディとハウディ                                             | 2頭のホッキョクグマ。                                    | シーラ・スコット                                                                             | どちらも西カナダのもてなしを表現している。2つ以上のマスコットは初。 |      |
| 1988夏 | ソウル                            | ホドリ                                                         | トラの子。                                               | キム・ヒョン                                                                                 | 韓国の伝説でよく知られた存在。 |      |
| 1992冬 | アルベールビル                    | マジーク                                                       | 人型の星と雪。                                           | フィリップ・メレス                                                                           | 星は夢と想像力の象徴であった。 |      |
| 1992夏 | バルセロナ                        | コビー                                                         | 牧羊犬。                                                 | ハビエル・マリスカル                                                                         | アヴァンギャルド、キュビズムの様式で描かれた。 |      |
| 1994冬 | リレハンメル                      | ハーコンとクリスティン                                         | 2人のノルウェー人の子供。                                |                                                                                              | どちらもバイキングの服を着ている。人間を元にした初のマスコットでもあった。 |      |
| 1996夏 | アトランタ                        | イジー                                                         | 抽象的な姿。                                             | ジョン・ライアン                                                                             | 初のコンピュータで作られたマスコット。 |      |
| 1998冬 | 長野                              | スノーレッツ: スッキー・ノッキー・レッキー・ツッキー           | 4羽のフクロウ。                                          | ランドーアソシエイツ                                                                         | 日本の4つの主要な島を表している。それぞれの名前の最初の音節を音声的に結び付けて「スノーレッツ」という単語を作っている。 |      |
| 2000夏 | シドニー                          | オリー (オリンピックから)                                      | ワライカワセミ。                                         | ヨゼフ・ゼッカーズ、マシュー・ハットン                                                       | 寛大さというオリンピックの精神を表す。 |      |
| 2000夏 | シドニー                          | シド (シドニーから)                                            | カモノハシ。                                             | ヨゼフ・ゼッカーズ、マシュー・ハットン                                                       | オーストラリアの環境と人々のエネルギーを表す。 |      |
| 2000夏 | シドニー                          | ミリー (ミレニアムから)                                        | ハリモグラ。                                             | ヨゼフ・ゼッカーズ、マシュー・ハットン                                                       | ミレニアムを表す。これら3つのマスコットは、オーストラリアでよく見られる野生動物である。 |      |
| 2002冬 | ソルトレークシティ                | パウダー (またの名をスイフター。)                              | カンジキウサギ。                                         | スティーブ・スモール (ランドーアソシエイツとパブリシス)                                      | 3つの動物ともユタ州に固有の動物であり、名前は州の経済に重要な天然資源にちなんでいる。これらの動物は、その地のアメリカインディアンの伝説にもよく登場し、これらの伝説が各マスコットの物語に反映されている。この祖先より受け継いだものを思い出させるために、3体のマスコットはペトログリフの施された飾りを首からかけている。                                        |      |
| 2002冬 | ソルトレークシティ                | コッパー (またの名をハイター。)                                | コヨーテ。                                               | スティーブ・スモール (ランドーアソシエイツとパブリシス)                                      | 3つの動物ともユタ州に固有の動物であり、名前は州の経済に重要な天然資源にちなんでいる。これらの動物は、その地のアメリカインディアンの伝説にもよく登場し、これらの伝説が各マスコットの物語に反映されている。この祖先より受け継いだものを思い出させるために、3体のマスコットはペトログリフの施された飾りを首からかけている。                                        |      |
| 2002冬 | ソルトレークシティ                | コール (またの名をストロンガー。)                              | アメリカグマ。                                           | スティーブ・スモール (ランドーアソシエイツとパブリシス)                                      | 3つの動物ともユタ州に固有の動物であり、名前は州の経済に重要な天然資源にちなんでいる。これらの動物は、その地のアメリカインディアンの伝説にもよく登場し、これらの伝説が各マスコットの物語に反映されている。この祖先より受け継いだものを思い出させるために、3体のマスコットはペトログリフの施された飾りを首からかけている。                                        |      |
| 2004夏 | アテネ                            | アティナとフィボス                                             | 兄弟姉妹。                                               | スピロス・ゴゴス                                                                             | 古代のギリシャ人形に似た2人の現代の子供。 |      |
| 2006冬 | トリノ                            | ネーベとグリッツ                                               | 雪玉と立方体の氷を擬人化したもの。                       | ペドロ・アルバカーキ                                                                         | 「雪と氷」ネーベはイタリア語で雪を表し、赤を身にまとった雪玉を擬人化した女の子であり、「温和、友情、優雅」を表現している。グリッツはイタリア語で氷を表す単語Ghiaccioを短くしたものであり、青を身にまとった立方体の氷を擬人化した男である。「熱狂と歓喜」を表現している。                                                                                        |      |
| 2008夏 | 北京                              | フーワー: ベイベイ・ジンジン・ホアンホアン・インイン・ニーニー | 魚、ジャイアントパンダ、聖火、チベットカモシカ、ツバメ。 | 韓美林                                                                                       | 5つの名前で、「ようこそ北京へ」という意味の"Beijing huan ying ni" (北京欢迎你) という句になる。それぞれがオリンピックの輪と風水の要素を表している。 |      |
| 2010冬 | バンクーバー                      | ミーガ                                                         | 神話上の海熊。                                           | メオミ・デザイン (ヴィキー・ウォンとマイケル・マーフィー)                                    | シャチの部分とシロアメリカグマの部分がある。 |      |
| 2010冬 | バンクーバー                      | クワッチ                                                       | サスクワッチ。                                           | メオミ・デザイン (ヴィキー・ウォンとマイケル・マーフィー)                                    | カナダの神話より。 |      |
| 2010冬 | バンクーバー                      | ムクムク                                                       | バンクーバーマーモット。                                 | メオミ・デザイン (ヴィキー・ウォンとマイケル・マーフィー)                                    | 公式なマスコットではないが、サイドキック役で描かれている。 |      |
| 2012夏 | ロンドン                          | ウェンロック                                                   | 鉄骨のしずくからできた一つ目カメラ。                     | Iris                                                                                         | シュロップシャー州のマッチ・ウェンロック村にちなんで名づけられた。ここは19世紀に近代オリンピックの先駆けとなった大会を開催している都市である。イギリスでの産業革命の始まりを表現している。 |      |
| 2014冬 | ソチ                              | ホッキョクグマ、ユキヒョウ、野ウサギ。                         |                                                          | シルヴィア・ペトロヴァ、ヴァディム・パク、オレーグ・サーデクニー                             | 初の一般投票により決まったマスコット。 |      |
| 2016夏 | リオデジャネイロ                  | ヴィニシウス                                                   | ブラジルの全ての哺乳類を表す動物。                       | ルシアナ・エグチとパウロ・マペット                                                           | ブラジルの動物相にインスピレートされている。一般投票により、詩人でボサノヴァ作曲家のヴィニシウス・ヂ・モライスにちなむ名前に決まった。 |      |
| 2018冬 | 平昌                              | スホラン (左)                                                  | 白虎。                                                   | チャン・ドンリョン、チャン・インギュ、イ・ヒゴン                                             | 伝説上の守護者である白虎にちなむ。マスコット名は韓国語で守護を意味する「スホ」、トラを意味する「ホランイ」、開催地の江原道の民謡である「旌善アリラン」を掛け合わせた名。2014年6月27日、平昌オリンピック委員会がマスコットの選考コンテストを公開した。選考は2014年9月の15日から30日まで行われた。                                                                |      |
| 2020夏 | 東京                              | ミライトワ                                                     | 伝統と近未来が1つになった温故知新なキャラクター          | 谷口亮                                                                                       | 大会エンブレムと同じ藍色と白の市松模様が、頭部と胴体にあしらわれたキャラクター。コンセプトは温故知新。性格は正義感が強く、運動神経も抜群。特技はどんな場所にも瞬間移動できること。名前は、「未来」と「永遠（とわ）」という2つの言葉を結びつけて生まれ、「素晴らしい未来を永遠に」という願いが込められている。 小学生の投票により2018年2月28日にデザインが決定。 |      |
| 2022冬 | 北京                              | ビンドゥンドゥン                                               | ジャイアントパンダ                                       | 曹雪                                                                                         | |      |
| 2024夏 | パリ                              | オリンピック・フリージュ                                       | フリジア帽                                               | ジル・デレリス                                                                               | |      |
| 2026冬 | ミラノ/コルティーナ・ダンペッツォ | ティナとミロ                                                   | オコジョ                                                 | 未定                                                                                         | |      |
| 2028夏 | ロサンゼルス                      | 2026年に発表予定。                                             | 未定                                                     | 未定                                                                                         | |      |
| 2032夏 | ブリスベン                        | 未定                                                           | 未定                                                     | 未定                                                                                         | |      |

## ユースオリンピックのマスコット一覧
| 開催年 | 都市             | マスコット      | 特徴                                                         | デザイナー                                                               | 意味 | 写真 |
| ------ | ---------------- | --------------- | ------------------------------------------------------------ | ------------------------------------------------------------------------ | --- | ---- |
| 2010夏 | シンガポール     | リオとマーリー  | 赤いオスのライオン (リオ)、青いメスのマーライオン (マーリー) | キュービックス・インターナショナル                                       | 2つのマスコットはそれぞれ、シンガポールの「ライオンの都市」というレッテルと、国の象徴であるマーライオンを暗に示している。 |      |
| 2012冬 | インスブルック   | ヨギー          | アルプスシャモア                                             | フロレンシア・デマリア、ルイス・アンドレス・アッビアーティ(アルゼンチン) | 開催都市の特徴を表している 。 |      |
| 2014夏 | 南京             | ラーラー (砳砳) | 雨花石                                                       |                                                                          | ラーラーは雨花石 (彩光石) で有名な開催都市の変わった地勢に刺激を受けて作られた。マスコットのデザインはこの石の典型的な形や見た目を取り入れているが、創造的・芸術的な方法でエンブレムの色合いを強調している。「砳砳」という単語は石が互いに衝突するときの音を表し、中国語で幸せや楽しさを意味する単語と同じような発音である。 |      |
| 2016冬 | リレハンメル     | Sjogg           | リンクス                                                     | Line Ansethmoen                                                          | |      |
| 2018夏 | ブエノスアイレス | #Pandi          | ジャガー                                                     | Human Full Agency                                                        | |      |
| 2020冬 | ローザンヌ       | ヨードリ        | 牛とヤギとセントバーナード犬のハイブリッドな動物             | ERACOM                                                                   | |      |
| 2024冬 | 江原道           | ムンチョ        | 雪玉                                                         |                                                                          | |      |
| 2026夏 | ダカール         | 未定            | 未定                                                         | 未定                                                                     | |      |